# Daisuke Nasu
Daisuke Nasu (那須 大亮 Nasu Daisuke?,  nacido el 10 de octubre de 1981 en Makurazaki, Kagoshima) es un exfutbolista japonés que jugaba de defensa.
Formó parte del seleccionado japonés en los Juegos Olímpicos 2004, donde se despidieron en la primera fase después de terminar últimos en el grupo B detrás de Paraguay, Italia y Ghana.
En diciembre de 2019 anunció su retirada al término de la temporada. Regresó al fútbol en 2022 jugando un partido con el Albirex Niigata Barcelona y también tuvo un breve paso por el Iwate Grulla Morioka en 2023.

## Trayectoria
| Club                      | País   | Año       |
| ------------------------- | ------ | --------- |
| Yokohama F. Marinos       | Japón  | 2002-2007 |
| Tokyo Verdy               | Japón  | 2008      |
| Júbilo Iwata              | Japón  | 2009-2011 |
| Kashiwa Reysol            | Japón  | 2012      |
| Urawa Red Diamonds        | Japón  | 2013-2017 |
| Vissel Kobe               | Japón  | 2018-2019 |
| Albirex Niigata Barcelona | España | 2022      |
| Iwate Grulla Morioka      | Japón  | 2023      |

## Palmarés

### Títulos nacionales
| Título               | Club                | País  | Año  |
| -------------------- | ------------------- | ----- | ---- |
| J. League Division 1 | Yokohama F. Marinos | Japón | 2003 |
| J. League Division 1 | Yokohama F. Marinos | Japón | 2004 |
| Copa J. League       | Júbilo Iwata        | Japón | 2010 |
| Supercopa de Japón   | Kashiwa Reysol      | Japón | 2012 |
| Copa del Emperador   | Kashiwa Reysol      | Japón | 2012 |
| Copa J. League       | Urawa Red Diamonds  | Japón | 2016 |
| Copa del Emperador   | Vissel Kobe         | Japón | 2019 |

### Títulos internacionales
| Título                      | Club               | Sede     | Año  |
| --------------------------- | ------------------ | -------- | ---- |
| Copa Suruga Bank            | Júbilo Iwata       | Shizuoka | 2011 |
| Copa Suruga Bank            | Urawa Red Diamonds | Saitama  | 2017 |
| Liga de Campeones de la AFC | Urawa Red Diamonds | Saitama  | 2017 |

### Distinciones individuales
| Distinción                     | Año  |
| ------------------------------ | ---- |
| Novato del Año de la J. League | 2003 |
| J. League Best XI              | 2013 |